# Frank Agerkop
Frank Agerkop is een Surinaams taekwondoka en fotograaf.

## Biografie
Hij is een broer van taekwondopionier Terry Agerkop. In augustus 1973 ging Frank Agerkop naar Venezuela voor training van de stichter van het moderne taekwondo, de Zuid-Koreaanse generaal en 9e dan taekwondoka Choi Hong-hi. Hier behaalde hij het hoofdinstructeurdiploma en verkreeg hij de bevoegdheid tot het afnemen van zwartebandexamens in Suriname. Hiermee werd ook  het examineren van zwarte banden in Suriname zelf een feit, met als eerste geslaagde Ramon Tjon A Fat die toen 20 jaar oud was. De eerste examencommissie vormde hij met Frank Doelwijt en Harold la Rose.
Daarnaast is hij professioneel fotograaf. Vanaf 12 oktober 1973 hield hij een foto-expositie onder de naam Commewijne sterft in het EXPO-gebouw aan de Waterkant in Paramaribo. Hij fotografeerde ook voor artiesten, zoals de locomotief die op de hoes van de elpee Liars talk van Combo Five staat afgebeeld, en voor het Doe-theater, waarvan in 2012 foto's herdrukt zijn in het boek Lachen, huilen, bevrijden.